# Steve Mann (musicista statunitense)
Steve Mann, all'anagrafe Steven David Mann (San Pablo, 2 maggio 1943 – Berkeley, 9 settembre 2009), è stato un chitarrista statunitense.

## Biografia
Attivo nei circoli musicali di Los Angeles e San Francisco dall'inizio degli anni sessanta, Mann collaborò con Janis Joplin durante alcuni dei suoi concerti dal vivo e divenne amico di molti nomi della scena folk tra cui Hoyt Axton, Judy Henske, Gale Garnett, Jimmy Rubin, Jorma Kaukonen e Terry Wadsworth (che si unirà più tardi ai New Christy Minstrels). Partecipò alla registrazione di vari dischi di altri artisti tra cui Look at Us (1965) di Sonny & Cher, il debutto solista di Cher All I Really Want to Do (1965), il primo album di Dr. John Gris-Gris (1968) e collaborò anche con Rod McKuen. Mann si ritirò dalle scene musicali alla fine degli anni sessanta a causa di problemi di salute mentali. Mann tornò brevemente nelle scene musicali negli anni duemila. Morì nel 2009.

## Discografia

### Album in studio
- 1967 – Straight Life
- 1978 – Elephant Songs & Cow Blues
- 2005 – Alive and Pickin'

### Album dal vivo
- 1975 – Live at the Ash Grove